# Cis quadridentulus
Cis quadridentulus is een keversoort uit de familie houtzwamkevers (Ciidae). De wetenschappelijke naam van de soort werd in 1874 gepubliceerd door Jean Pierre Omer Anne Édouard Perris.